# Скаген
Скаген (дат. Skagen) — город в Дании, на северной оконечности Ютландии, на мысе Гренен, разделяющем проливы Скагеррак и Каттегат.
Население 11 803 человека (2005). В январе 2007 года собственная коммуна была упразднена и город вошёл в состав новой коммуны Фредериксхавн. Если не считать владения Дании (Гренландия, Фарерские острова), является самым северным городом в Дании.
В 80-х и 90-х годах XIX и в начале XX столетия в Скагене, который тогда был рыбацкой деревней, жила и работала группа художников, известных как Скагенские художники.
Город известен своими песчаными дюнами, привлекающими туристов. Для них проводится празднования дня летнего солнцестояния, когда на пляжах жгут костры и поют песни.
Известная достопримечательность — старая городская церковь, которая была занесена дюнами в конце XVIII века.
В 1986 году в Скагене проходил международный фестиваль палтуса.

## Изображения

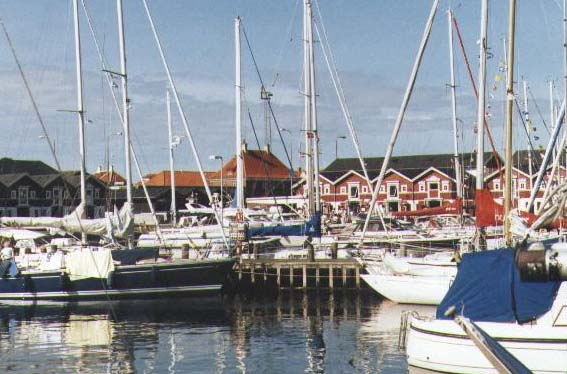
Городская гавань
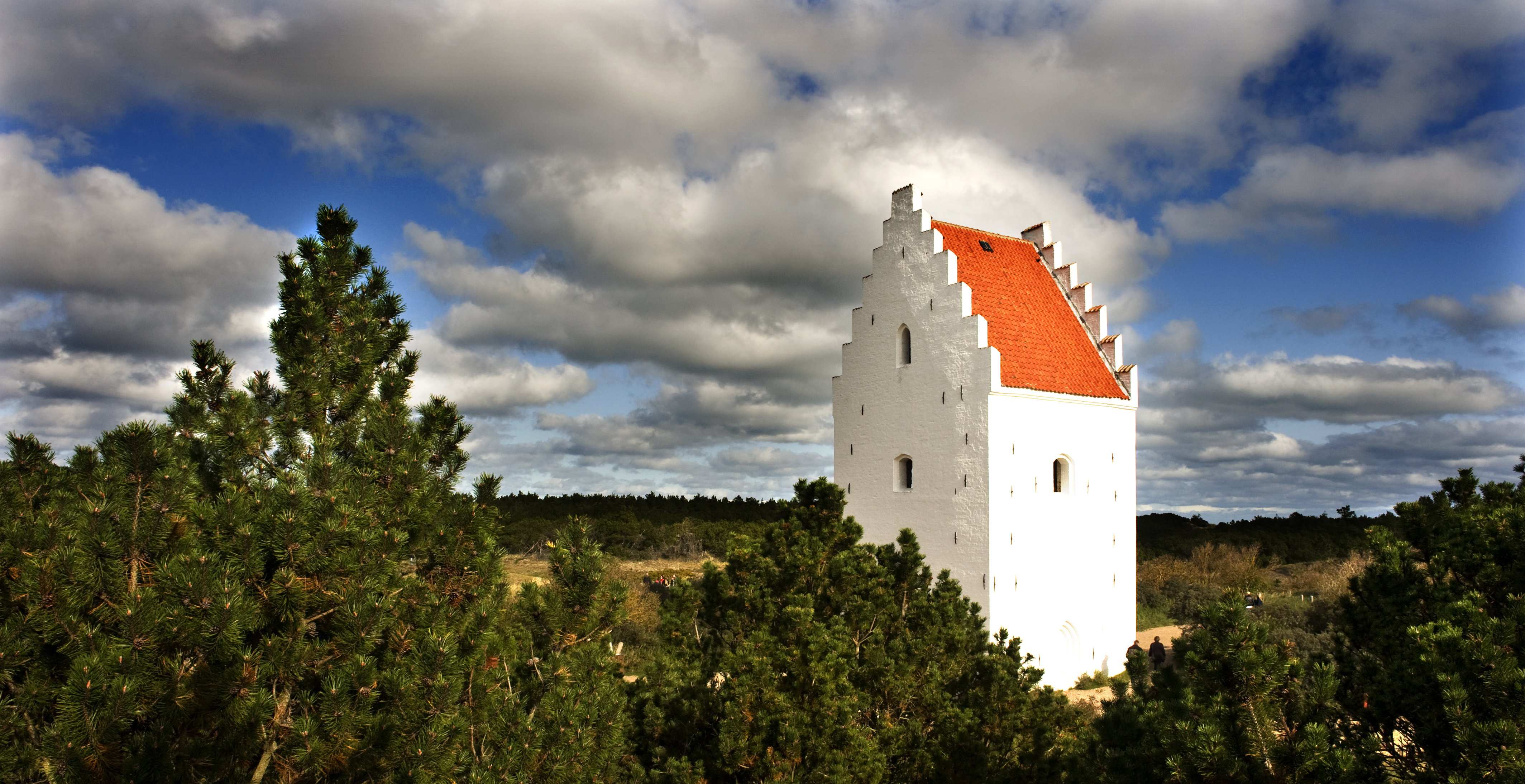
Башня Захороненной церкви (дат. tilsandede kirke)